# SERPINB13
SERPINB13 (англ. Serpin family B member 13) – білок, який кодується однойменним геном, розташованим у людей на короткому плечі 18-ї хромосоми. Довжина поліпептидного ланцюга білка становить 391 амінокислот, а молекулярна маса — 44 276.
| 10         |  | 20         |  | 30         |  | 40         |  | 50         |
| ---------- |  | ---------- |  | ---------- |  | ---------- |  | ---------- |
| MDSLGAVSTR |  | LGFDLFKELK |  | KTNDGNIFFS |  | PVGILTAIGM |  | VLLGTRGATA |
| SQLEEVFHSE |  | KETKSSRIKA |  | EEKEVIENTE |  | AVHQQFQKFL |  | TEISKLTNDY |
| ELNITNRLFG |  | EKTYLFLQKY |  | LDYVEKYYHA |  | SLEPVDFVNA |  | ADESRKKINS |
| WVESKTNEKI |  | KDLFPDGSIS |  | SSTKLVLVNM |  | VYFKGQWDRE |  | FKKENTKEEK |
| FWMNKSTSKS |  | VQMMTQSHSF |  | SFTFLEDLQA |  | KILGIPYKNN |  | DLSMFVLLPN |
| DIDGLEKIID |  | KISPEKLVEW |  | TSPGHMEERK |  | VNLHLPRFEV |  | EDGYDLEAVL |
| AAMGMGDAFS |  | EHKADYSGMS |  | SGSGLYAQKF |  | LHSSFVAVTE |  | EGTEAAAATG |
| IGFTVTSAPG |  | HENVHCNHPF |  | LFFIRHNESN |  | SILFFGRFSS |  | P          |

A: Аланін

C: Цистеїн

D: Аспарагінова кислота

E: Глутамінова кислота

F: Фенілаланін

G: Гліцин

H: Гістидин

I: Ізолейцин

K: Лізин

L: Лейцин

M: Метіонін

N: Аспарагін

P: Пролін

Q: Глутамін

R: Аргінін

S: Серин

T: Треонін

V: Валін

W: Триптофан

Кодований геном білок за функціями належить до інгібіторів протеаз, інгібіторів серинових протеаз. 
Задіяний у такому біологічному процесі, як альтернативний сплайсинг. 
Локалізований у цитоплазмі.